# 今田×東野のカリギュラ
『今田×東野のカリギュラ』（いまだひがしののカリギュラ）は2017年6月9日からAmazonプライム・ビデオにて配信されているバラエティ番組。制作元は吉本興業およびYD Creation。

## 概要
“マニアックすぎて視聴率が見込めない、企業コンプライアンスの問題、くだらなすぎるなどの理由により地上波で禁止された企画書の中には宝も埋もれているはず。一度は闇に葬り去られ、今の時代に実現しにくくなった企画を実施する配信番組。
東野幸治発案の企画『東野、鹿を狩る』、今田耕司発案の『ホームレスインテリクイズ王決定戦』など、「人間のリアル」や「世の中のリアル」をトコトン追求していくことをコンセプトに、エンターテインメントならではの視点で社会問題にスポットを当てる。スタート前の仮タイトルは『テレビでできなかった企画書集めました』。
番組名のカリギュラは、「禁止されたら試したくなる」心理現象「カリギュラ効果」からとられている。
一般的なモラルを逸脱している企画、映像もあるため、配信サイトおよび番組冒頭で「当番組は番組の性質上、ご覧になられる方によっては一部不適切と感じられる場面がございます。あらかじめご承知のうえ、お楽しみください」とのアナウンスがされている。
『東野、鹿を狩る』も、日本テレビ『東野・岡村の旅猿〜プライベートでごめんなさい〜』の企画提案において断られた企画である。
2018年8月31日よりシーズン2を配信開始。
2019年2月にDVDおよびBlu-rayパッケージ化。

## 出演者

### MC
- 今田耕司
- 東野幸治

### ナレーション
- まさひろ[注釈 1]

## 企画

### 狩猟シリーズ
かねてから「狩猟をしてみたい」という願望を持っていた東野幸治がプロから狩猟のいろはを学んでいく。人間・東野幸治が狩猟を通じて「生きるとは何か？」に本気で向き合うドキュメント。
- 東野、鹿を狩る
  - 同行はサバイバル登山家・服部文祥。狩猟の舞台は、雪が残る北海道・占冠村。東野は服部から猟銃の扱いや狩猟の心得、生きた動物を殺め捌く手順を学ぶ。

- 東野、猪を狩る
  - 東野がプロから狩猟のいろはを学んでいくシリーズ企画第2弾。同行するハンターは片桐邦雄。

- AD藤原、女を狩る
  - スピンオフ企画。29歳にして童貞のAD藤原を救うためにケンドーコバヤシが立ち上がり、巷で噂のナンパスポットで女狩りを決行。人間・藤原がナンパを通じて「セックスとは何か？」に本気で向き合う究極のドキュメント。今作のみ東野は絡んでいない。
  - AD藤原、瀧上の嫁を狩る
    - シーズン2で配信。スピンオフ企画第2弾。シーズン1「芸人の嫁・指名ダービー」でのノリがよかった瀧上の嫁と交渉するドキュメンタリー。

- 東野、カラスを食う
  - 企画第3弾。シーズン2で配信[8]。

### 詐欺選手権シリーズ
近年、手口も巧妙になり深刻な社会問題となっている「オレオレ詐欺」。専門家監修のもと結成した詐欺グループが芸人の母親に様々な詐欺を仕掛ける。
- うちの親は大丈夫！母ちゃん、オレオレ詐欺選手権
  - 専門家監修のもと番組が結成した詐欺グループが芸人の母親に本気でオレオレ詐欺を仕掛ける。

- うちの親は大丈夫！ガチ詐欺選手権
  - 詐欺グループが芸人の母親に「自宅訪問！試食詐欺」、「当たり屋！弁償詐欺」「オレオレ！横領詐欺」など、様々な手口の詐欺を仕掛ける。

- 今田・東野が参戦！オレオレ詐欺選手権
  - 番組MCの今田耕司と東野幸治が詐欺師として参戦し、キングオブコント王者・ライス関町の母親に「オレオレ！痴漢しちゃった詐欺」を仕掛ける。

### 自作自演やらせドッキリシリーズ
ドッキリにおいてもテレビの規制は厳しくなり、昔に比べ過激さが減っているという状況に物足りなさを感じる芸人たちが自らドッキリを考案し、全て自分で引っかかる完全なやらせドッキリを実行する企画。
- オードリー春日編
  - オードリーの春日俊彰がお色気、危険動物、カースタント、爆破、人間火だるまなど過激なドッキリを演出し自ら引っかかる。

- ロバート秋山編
  - 自作自演やらせドッキリシリーズの第2弾。クリエイター芸人、憑依芸人ともいわれるロバートの秋山竜次が挑戦する。

- バイきんぐ小峠編
  - 自作自演やらせドッキリシリーズの第3弾。バイきんぐ小峠英二が、熱さにこだわったイタズラドッキリ３０連発を展開する。

- 今田耕司編
  - 自作自演やらせドッキリシリーズの第4弾。番組MCの今田耕司が、美女のパンチラ、ヌード撮影、セクシー女優のマッサージなど、自ら考えた「お色気ドッキリ」に挑戦する。
- 俳優編
  - シーズン2配信。竹中直人が挑戦する[9]。

### ホームレスインテリクイズ王決定戦
ワケあってホームレスになった方々の中から、知識と教養を持った “インテリホームレス”を発掘すべく、都内のホームレスに聞き込みを実施。経歴も個性もバラバラな4人のホームレスが賞金30万円をかけて「ホームレスインテリクイズ王決定戦」に挑戦する。

### 教えてシリガールシリーズ
セックスレス大国・日本の少子化、不景気、性犯罪など、セックスレスがもたらす諸問題を解消するためケンドーコバヤシが立ち上がり、セックス上級者・シリガールからセックスの素晴らしさを学ぶ特別授業を開催する。シーズン2冒頭で出演者が配信後に逮捕されたことを受け、その後は企画打ち止めが毎回示唆されている。
- 美女のイケないレッスン
  - 経験人数300人以上、出会って15分でセックスに持ち込むスピードハンター、あやめ。海外サッカーのスター選手との団体戦経験を持つ、いく。セックスによって親孝行に勤しむ、あいか。3名のシリガールがセックスについて語る。

- セックスレス大国　日本を救う
  - 誘惑ダンスで男を意のままに操る、かれん。家にあるあらゆるモノをセックスに活用し、現役セクシー女優にして経験人数5000人を超えるレジェンド・綾子。 “舐めだるま”の異名を持ち、セックスにサプライズを演出する、ゆりな。3名のシリガールがセックスについて語る。
  - シーズン2でもるい、みみかの配信が行われる。
- 教えてドンファン
  - シリガールとは逆にセックス上級者の高齢男性に焦点を当てるドキュメント。

### 嗚呼、麗しのお鳴らし　～究極の美女はオナラも美しい～
綺麗なオナラを出せる人こそ究極の美女と言えるのでは？をテーマに、芸能界の選りすぐりの美女６人がオナラの宴を開催。今田・東野が美女たちの顔や動きで誰のオナラかを当てるオナラクイズに挑戦する。
- 嗚呼！麗しのバイブス
  - シーズン2で行われたスピンオフ企画。バイブレーターを入れた芸人が様々な企画に挑戦する。

### 芸人の嫁企画
- 夜の嬢王は誰だ！？芸人の嫁　指名ダービー
  - 美人と評判の芸人の嫁たちが風俗嬢として写真を撮影し風俗店（ヘルス）の店頭に並べ、来店したお客に誰が１番に指名されるかを競う。
- 家庭内下着泥棒グランプリ
  - シーズン2で配信。嫁の下着を盗む選手権。夫婦愛の再確認を行う企画[10]。
- 家庭内CHIKANグランプリ
  - シーズン2で配信。嫁への痴漢行為で夫婦愛を再確認する選手権。

### ROAD TO WALKING DEAD　第1回芸人ゾンビオーディション
本気でゾンビになりたい芸人たちがアメリカの人気ドラマ「ウォーキング・デッド」の出演を目指して勝手にオーディションを開催し、サバイバル形式で生き残りを競う。
- ROAD TO WALKING DEAD 第１回女ゾンビオーディション
  - シーズン2で女性版を配信。

### 訳あって地上波ではなかなか会えない、あの人は今!?シリーズ
訳あってテレビから姿を消した、地上波では会えない人物に今田・東野が話を聞く企画。
- 後藤祐樹編
  - アイドルとしての絶頂期に数々の問題行動を起こして芸能界を引退。その後、銅線窃盗の容疑で逮捕されるという波乱の人生を送ってきた後藤祐樹が、アイドル時代の葛藤、恋愛、姉・後藤真希との関係、身体に掘られたタトゥー、逮捕の裏側、刑務所の壮絶なイジメなど、地上波では決して聞くことができない話題を語る。後藤祐樹の番組出演は15年ぶり、芸能界引退以来初となった[11]。後藤祐樹はその後シーズン2『デスペラード』にも出演[9]。
- バクシーシ山下編
  - バクシーシ山下がかつて撮影し発売もできなかった、元AV女優のカオルを探す。
- 田中聖編
  - シーズン2で配信。2017年の騒動後の活動を追うドキュメント。

### SARAI選手権
いまだに世界各地で行われている拉致の実態を知り、警報を鳴らす社会派企画。芸人ペアが指定されたターゲットを拉致するという選手権を開催。腕に覚えのある肉体派有名人たちが拉致のターゲットとなる。

### 特効企画
シーズン2で初配信。自作自演どっきりの発展形として企画。近年テレビ、映画で使用されない特効（おもに火薬関連）に焦点を当てた企画群。
- 人間火の鳥コンテスト
  - シーズン2で初配信。自作自演どっきりの発展形として企画。自ら火達磨となり、湖に飛び込む美しさを競う。
- 特効野郎Aチーム
  - 大平特効とのコラボレーション。大規模爆破を使ったバラエティ企画[12]。
- 今田・東野 世界へ飛ぶ ～The phoenix to the world～
  - シーズン2で配信。人間火の鳥コンテストにMC陣が挑戦する。

## エピソード

### シーズン1
- エピソード1：『東野、鹿を狩る　Vol.1 「山の掟」』
- エピソード2：『うちの親は大丈夫！母ちゃん、オレオレ詐欺選手権』
- エピソード3：『自作自演やらせドッキリ　オードリー春日編』、『東野、鹿を狩る　Vol.2 「最接近１００m」』
- エピソード4：『ホームレスインテリクイズ王決定戦』、『東野、鹿を狩る　Vol.3 「アレを殺して食らう」』
- エピソード5：『東野、鹿を狩る　完結編「心臓を貫通する銃弾」～「解体の儀」』
- エピソード6：『教えてシリガール　～美女のイケないレッスン〜』
- エピソード7：『嗚呼、麗しのお鳴らし　～究極の美女はオナラも美しい～』
- エピソード8：『うちの親は大丈夫！ガチ詐欺選手権』
- エピソード9：『自作自演やらせドッキリ　ロバート秋山編』
- エピソード10：『夜の嬢王は誰だ！？芸人の嫁　指名ダービー』
- エピソード11：『ROAD TO WALKING DEAD第1回芸人ゾンビオーディション』
- エピソード12：『自作自演やらせドッキリ　バイきんぐ小峠編』
- エピソード13：『訳あって地上波ではなかなか会えない、あの人は今!?　～後藤祐樹編～』
- エピソード14：『うちの親は大丈夫！ガチ詐欺選手権』
- エピソード15：『今田・東野が参戦！オレオレ詐欺選手権』
- エピソード16：『教えてシリガール　～セックスレス大国　日本を救う～』
- エピソード17：『SARAI選手権』
- エピソード18：『東野、猪を狩る     前編』、『AD藤原、女を狩る』
- エピソード19：『東野、猪を狩る　後編』
- エピソード20：『自作自演やらせドッキリ　今田耕司編』

### シーズン2
- エピソード1：『東野、カラスを食う』
- エピソード2：『人間火の鳥コンテスト２０１８』
- エピソード3：『家庭内下着泥棒グランプリ』
- エピソード4：『デスペラード　～ならず者よ、正気に戻ったらどうだい？～』
- エピソード5：『特効野郎Aチーム』
- エピソード6：『自作自演やらせドッキリ　～俳優編～　【竹中直人】』
- エピソード7：『私の父は大丈夫！ドキドキ浮キッス～これでも浮気はダメだと言えますか？～』
- エピソード8：『再会　～地上波では会えないあの人に会いたい～』
- エピソード9：『教えてシリガール　～セックスレス大国　日本を救う～』、『AD藤原、瀧上の嫁を狩る』
- エピソード10：『地上波ではなかなか会えない、あの人は今!?　～田中聖～』
- エピソード11：『嗚呼！麗しのバイブス』
- エピソード12：『SARAI選手権』
- エピソード13：『危険企画    ～これ実現できますか？～』
- エピソード14：『教えてドンファン　～セックスレス大国　日本を救う～』
- エピソード15：『家庭内CHIKANグランプリ』
- エピソード16：『ROAD TO WALKING DEAD第1回女ゾンビオーディション』
- エピソード17：『私の父は大丈夫！ドキドキ浮キッス    ～愛の修羅場編～』
- エピソード18：『今田・東野    世界へ飛ぶ    ～The phoenix to the world～』

## スタッフ
- 構成 - 堀江利幸　塩野智章　大塚博信　樅野太紀　大井洋一　八代丈寛　深田憲作　辻健一　平田喜之（大塚・辻・平田→シーズン1のみ）
- デザイン演出 - 邨山直也
- 美術プロデューサー - 丹野ありさ
- 美術進行（シーズン1）→アートコーディネーター（シーズン1） - 平山雄大
- 大道具 - 大川原祐也
- 大道具操作 - 吉野雅則
- アクリル装飾 - 斉藤祐介
- 装飾 - 門間誠
- メイク - 外山裕子
- スタイリスト - SUGI　中山美和
- カメラ演出 - 遠藤俊洋
- STカメラ - 伊郷憲二　川治諒祐（川治→シーズン1のみ）　吉原喜久（吉原→シーズン2のみ）
- TP - 橋本雄司
- ロケ音声 - 松本義(良)道
- ST音声 - 江川祐
- VE - 山下将平
- 照明 - 横山努
- 技術協力 - ニューテレス　アンバーライト　NOUVELLE AGE（ヌーベルA→シーズン1のみ）　ENO.STUDIO　東京ドローン　casinodrive（ENO・東京・casino→シーズン2のみ）
- 美術協力 - フジアール
- 音効 - 千本洋（デジタルサーカス）
- 音楽 - JOE DAISQUE
- 編集 - 岡本光雄　加藤裕也（岡本・加藤→シーズン1のみ）　榎本祐紀　井上真一（榎本・井上→シーズン2のみ）
- MA - 井坂拓人（シーズン1のみ）　吉田肇　鈴木久美子（吉田・鈴木→シーズン2のみ）
- CG - 板垣洋好（dejidelic）
- リサーチ - 林裕一
- 宣伝 - 永井康雄
  - シーズン1 - 渡辺蔵人
  - シーズン2 - 佐藤孝文
- AD - 藤原健太　三井知人
  - シーズン1 - 西山弘起　笹沼未冬　井宮権人　本間洸
  - シーズン2 - 中谷大智　重石雅裕　安生千之　池田沙樹
- フロアディレクター - 大村岳大
- ディレクター - 扇山篤司　玉城良浩（玉城→シーズン1のみ）　浦川瞬　江連頼久　阿部和孝（江連・阿部→シーズン2のみ）後亮佑（シーズン2エピソード12から）
- チーフディレクター　篠崎友和　前川コーファン
- 法務 - 小林良太（シーズン2のみ）
- プロジェクト経理 - 溝上篤史（シーズン2のみ）
- AP - 小倉文
  - シーズン1 - 池原洋平
  - シーズン2 - 石川友理子
- プロデューサー - 大谷重雄　今瀧陽介
  - シーズン1 - 家永洋　安部さちよ　河村健一郎
  - シーズン2 - 嶋和也　高木大輔　島田源太郎
- チーフプロデューサー - 山地克明（シーズン1のみ）　神夏磯秀
- 総合演出 - 姉崎正広[4]
- 監修 - 斉藤敏豪　堤本幸男
- ゼネラルプロデューサー - 吉崎圭一（シーズン1のみ）　藤原寛（シーズン2のみ）
- エグゼクティブプロデューサー - 岡本昭彦　吉崎圭一（吉崎→シーズン2のみ）
- 制作協力 - SHO-GUN　BACK-UP MEDIA　全力カンパニー　NOUVELLE MEDIAS（ヌーベルM→シーズン1のみ）　FOOLINLARGE（FOOL→シーズン2のみ）
- 制作 - YOSHIMOTO KOGYO CO LTD
- 製作著作 - YD Creation